# Heerlijkheid Nisse

Wapen van Nisse

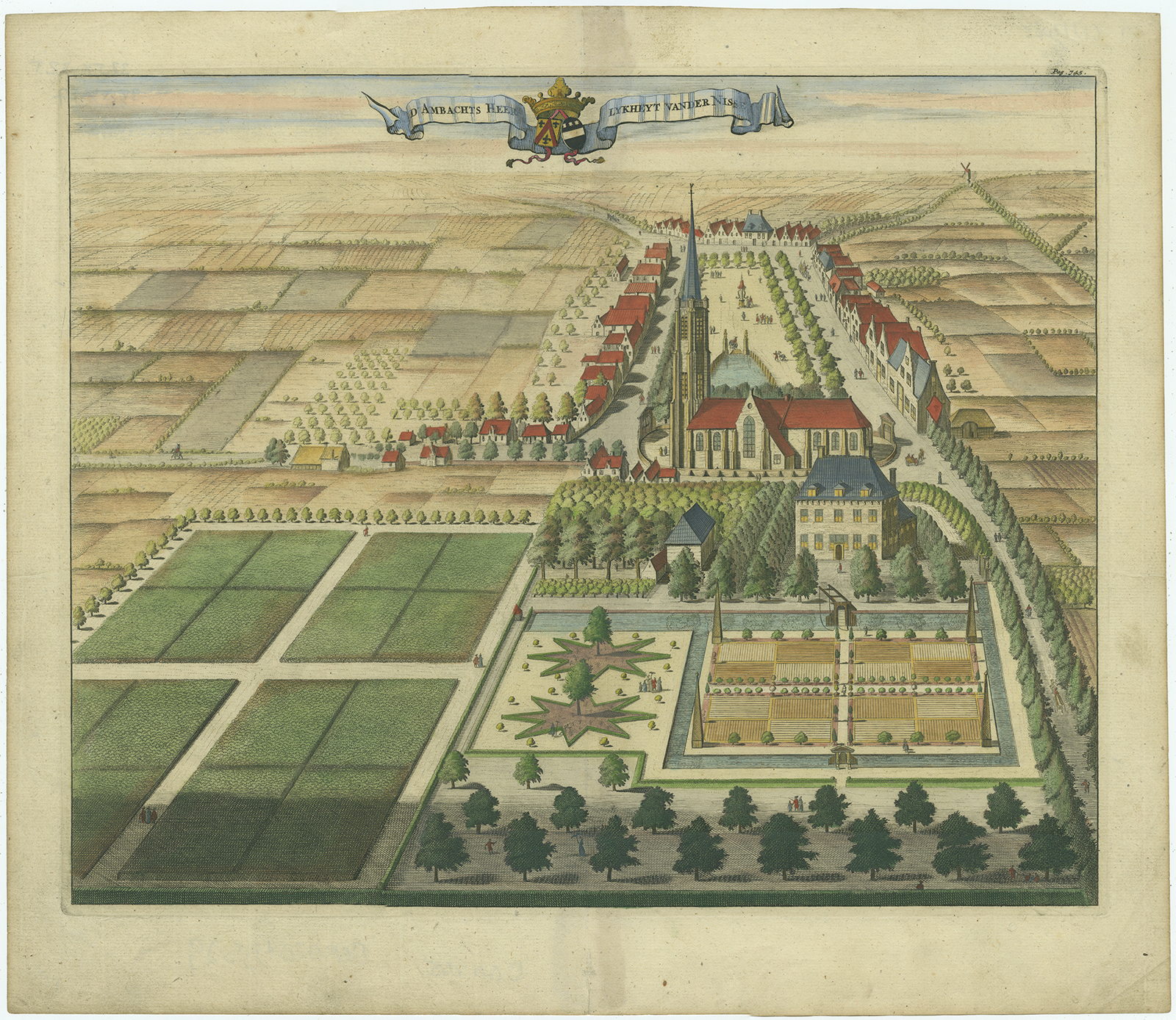
'd Ambachts Heerlijckheyt van den Nisse

De heerlijkheid Nisse is een (voormalige) ambachtsheerlijkheid in de provincie Zeeland.

## Geschiedenis
De heerlijkheid als bestuursinstelling was eeuwenlang in het bezit van de heren van Borssele totdat het in 1669 door huwelijk aan het geslacht Van der Nisse kwam die het tot in de 18e eeuw bezat waarna door huwelijk in de 18e eeuw deze eigendom werd van een lid van de familie Spijker die trouwde met een Verschoor. Als privaatrechtelijk bezit, zonder verdere bestuurlijke rechten (die overgingen op de gemeente Nisse), bleef het in het laatste geslacht in ieder geval tot in de 20e eeuw. Van dit laatste geslacht noemde de tak die Nisse bezat zich later Verschoor van Nisse.
Het wapen van de gemeente Nisse zou gelijk zijn aan dat van de heerlijkheid.

## Eigenaren (vanaf 16e eeuw)
- Gerard van der Nisse (-1604), heer van Nisse. Trouwde met Andrea van Oltsende.
  - David van der Nisse (1580-1652), heer van Nisse en Yerseke, schepen van Goes. Trouwde met Cornelia van  Watervliet.
    - Gerard Davidsz. van der Nisse (1602-1669), heer van Nisse, Kruiningen en St. Philipsland, burgemeester van Goes in 1636.
      - David van der Nisse (1645-1705), heer van Nisse en Waarde, 's Gravenpolder, Wolfaartsdijk, Heinkenszand, Ovezande, Driewegen, Coudorpe, heer in Sinoutskerke en Baarsdorp, schepen en burgemeester te Goes, gecomm. raad van Zeeland en ter admiraliteit, leen- mansman van Zeeland bewester Schelde. Hij trouwde met Clara van Borssele, een dochter van Adriaan van Borssele van der Hooghe (1627-1694) en diens derde vrouw Susanna van de Perre.
        - Gillis Cornelis van der Nisse (1680-1757) heer van Nisse en Waarde, heer in Sinoutskerke en Baarsdorp, burgemeester, raad en schepen van Goes. Hij trouwde met Barbara Polvliet.

## Eigenaren (vanaf 18e eeuw)
Geertruida van der Nisse, vrouwe van Nisse (1733-1796); trouwde in 1771 met Jan Tieleman Spijker (1730-1771)
- Cornelia Wernerina Spijker, vrouwe van Nisse en vrouwe in Sinoutskerke en Baarsdorp (1773-1844); trouwde in 1793 met Jan Hendrik Verschoor (1769-1843)
  - Reinier Frans Verschoor, ambachtsheer van Nisse (1800-1863)
    - Reinier Jan Verschoor van Nisse, ambachtsheer van Nisse (1831-1896)
      - Jan Reinier Frans Verschoor van Nisse, ambachtsheer van Nisse (1872-1950)
        - Carolina Agnita Verschoor van Nisse, ambachtsvrouwe van Nisse (1916-2003), gehuwd met Jan Hendrik de Groot (1910-1993)
          - Johannes Frans Marcus de Groot, ambachtsheer van Nisse, gehuwd met Lauriëtte Jeannette Versluis[2]